# Borsonia saccoi
Borsonia saccoi é uma espécie de gastrópode do gênero Borsonia, pertencente a família Borsoniidae.